# 172269 Tator
172269 Tator este un asteroid din centura principală de asteroizi.

## Descriere
172269 Tator este un asteroid din centura principală de asteroizi. A fost descoperit pe 9 octombrie 2002 la Mulheim-Ruhr de A. Martin și A. Boeker. Asteroidul prezintă o orbită caracterizată de o semiaxă mare de 2,75 ua, o excentricitate de 0,22 și o înclinație de 8,6° în raport cu ecliptica.